# Tremarken
Tremarken är en ö i Finland. Den ligger i Finska viken och i kommunen Sibbo i den ekonomiska regionen  Helsingfors i landskapet Nyland, i den södra delen av landet. Ön ligger omkring 21 kilometer öster om Helsingfors.
Öns area är 0,5 hektar och dess största längd är 110 meter i öst-västlig riktning. I omgivningarna runt Tremarken växer i huvudsak barrskog. Närmaste större samhälle är Vanda, 14,3 km väster om Tremarken.